# Guilligomarc'h
Guilligomarc'h (tiếng Breton: Gwelegouarc'h) là một xã của tỉnh Finistère, thuộc vùng Bretagne, miền tây bắc Pháp.

## Dân số
Người dân ở Guilligomarc'h được gọi là Guillogomarc'hois.